# 中村勘三郎 (初代)
初代 中村 勘三郎（なかむら かんざぶろう、慶長3年（1598年） - 万治元年6月9日（1658年7月9日））は、江戸時代初期の歌舞伎役者、座元。生前は猿若 勘三郎（さるわか かんざぶろう）として知られた。江戸で初めての常設の芝居小屋となった猿若座／中村座の創始者。屋号は柏屋。定紋は丸に舞鶴。出自は京とも、名古屋中村とも言われる。

## 人物
山城の武士中村勘兵衛の次男。出自の異説として中村一氏の末弟・中村右近の孫の勘三郎と同一人物だという説もあるが、定かでは無い。甲子夜話には、「生国尾州愛知郡中村（現在の名古屋市中村区）」と記されている。このことから、名古屋の市民団体が寄付金を募り、2017年（平成29年）5月に名古屋市中村区にある中村公園に中村勘三郎の誕生記念の像を建立した。
兄の狂言師：中村勘次郎らと大蔵流狂言を学び、その経験を生かして、生涯の傑作、舞踊『猿若』を創作したという。

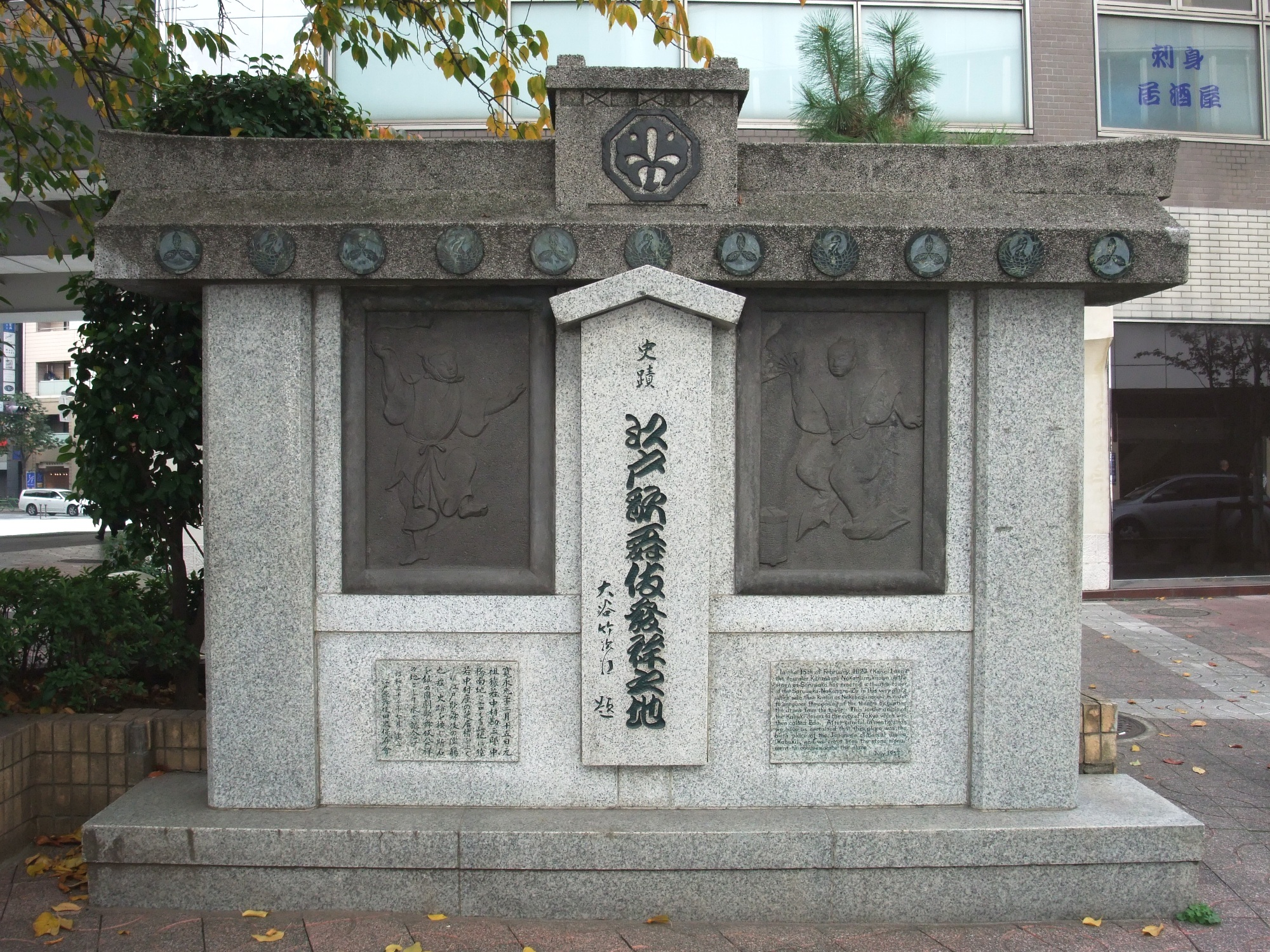
江戸歌舞伎発祥の地碑（東京都中央区京橋）

元和8年（1622年）江戸に下る。寛永元年（1624年）2月15日、猿若勘三郎と名乗る。同年江戸市内の中橋南地に芝居小屋「猿若座」を建て座元となる。3月に興行開始。これが江戸における常設歌舞伎劇場の始まりとなる。
『猿若舞』が江戸中の人気を集める。寛永9年（1633年）、勘三郎は幕府の御用船「安宅丸」回航の際に船先で木遣り音頭を唄い、将軍家より陣羽織を拝領する。その後しばしば将軍家に招かれ『猿若舞』を躍り名声を獲る一方、中村座の焼失や奉行所からの取り締まりにも悩まされる。
明暦3年（1657年）の明暦の大火では中村座を失い、5月江戸を離れて一時故郷の京に上がる。京では後西天皇の御前で『猿若舞』『新発智太鼓』を子の中村勘治郎（のち二代目猿若勘三郎）とともに上演。褒美にビロード地に丸に三つ柏紋の羽織、勘治郎には「中村明石」の名をそれぞれ賜る。9月に江戸に帰り中村座の経営と役者業を勤めたといわれている。
万治元年（1658年）に死去。
以後勘三郎代々が中村座座元として経営に携わり、中村座は江戸で一番の権威ある劇場となった。
長男が初代中村勘九郎、二男が中村勘治郎（のちの二代目猿若勘三郎）。

## 補注
1. ↑  “【愛知】初代中村勘三郎の銅像除幕　生誕伝承の地、名古屋・中村区（中日旅行ナビ ぶらっ人）”. 中日新聞(CHUNICHI Web).   中日新聞社 (2017年5月29日). 2019年6月15日閲覧。
2. ↑  慶安4年（1651年）1月と3月に、江戸城中で歌舞伎を興行している。『日本史年表』東京学芸大学日本史研究室・編、東京堂出版、1984年、231頁、文化・思想・一揆欄より。